# 2020年東京オリンピックのキューバ選手団
2020年東京オリンピックのキューバ選手団は、2021年7月23日から8月8日にかけて日本の首都東京で開催された2020年東京オリンピックのキューバ選手団、およびその競技結果。

## メダル
| メダル | 選手名                                                                  | 競技       | 種目                                     | 日付    |
| ------ | ----------------------------------------------------------------------- | ---------- | ---------------------------------------- | ------- |
| 金     | ルイス・アルベルト・オルタ・サンチェス                                  | レスリング | 男子グレコローマンスタイル60kg級         | 8月2日  |
| 金     | ミハイン・ロペス・ヌニェス                                              | レスリング | 男子グレコローマンスタイル130kg級        | 8月2日  |
| 金     | フェルナンド・ダジャン・ホルヘ・エンリケス セルゲイ・トレス・マドリガル | カヌー     | 男子スプリント・カナディアン（C-2）1000m | 8月3日  |
| 金     | ロニエル・イグレシアス                                                  | ボクシング | 男子ウェルター級                         | 8月3日  |
| 金     | アルレン・ロペス                                                        | ボクシング | 男子ライトヘビー級                       | 8月4日  |
| 金     | フリオ・ラ・クルス                                                      | ボクシング | 男子ヘビー級                             | 8月6日  |
| 金     | アンディ・クルス                                                        | ボクシング | 男子ライト級                             | 8月8日  |
| 銀     | イダリス・オルティス                                                    | 柔道       | 女子78kg超級                             | 7月30日 |
| 銀     | フアン・ミゲル・エチェバリア                                            | 陸上       | 男子走幅跳                               | 8月2日  |
| 銀     | レウリス・プポ                                                          | 射撃       | 男子25mラピッドファイアピストル          | 8月2日  |
| 銅     | ラファエル・ジュニエル・アルバ・カスティージョ                          | テコンドー | 男子80kg超級                             | 7月27日 |
| 銅     | マイケル・マッソ                                                        | 陸上       | 男子走幅跳                               | 8月2日  |
| 銅     | ヤイメ・ペレス                                                          | 陸上       | 女子円盤投                               | 8月2日  |
| 銅     | ラサロ・アルバレス                                                      | ボクシング | 男子フェザー級                           | 8月3日  |
| 銅     | レイネリス・サラス・ペレス                                              | レスリング | 男子フリースタイル97kg級                 | 8月7日  |

## 射撃
- 1名[1]